# David G. Robinson
David Gordon Robinson (* 15. Mai 1947 in North Shields; † 5. November 2024 in Heidelberg) war ein britischer Zellbiologe und Hochschullehrer.

## Lebenslauf
Nach dem Studium und der Promotion an der University of Leeds arbeitete David G. Robinson als Postdoc und Lecturer von 1972 bis 1974 an der Stanford University. Danach wechselte er als Gruppenleiter an die Georg-August-Universität Göttingen, wo er 1976 habilitierte und ab 1977 als Außerordentlicher Professor arbeitete. Ab 2000 war er als ordentlicher Professor an der Ruprecht-Karls-Universität Heidelberg tätig, wo er von 2001 bis 2003 Gründungsdirektor des Heidelberger Instituts für Pflanzenwissenschaften war, welches inzwischen im Centre for Organismal Studies Heidelberg aufgegangen ist. Ab 2005 war er außerplanmäßiger Professor der Chinesischen Universität Hongkong.

## Forschungsarbeit
David G. Robinsons Forschungsgebiet war die pflanzliche Zellbiologie mit Schwerpunkten auf dem Vesikeltransport, der Beziehung von endoplasmatischem Retikulum und Golgi-Apparat, prävakuolären Kompartimenten, der Entstehung von Vakuolen, der zellulären Sortierung von Speicherproteinen und der Endocytose.